# Cécile Nordegg

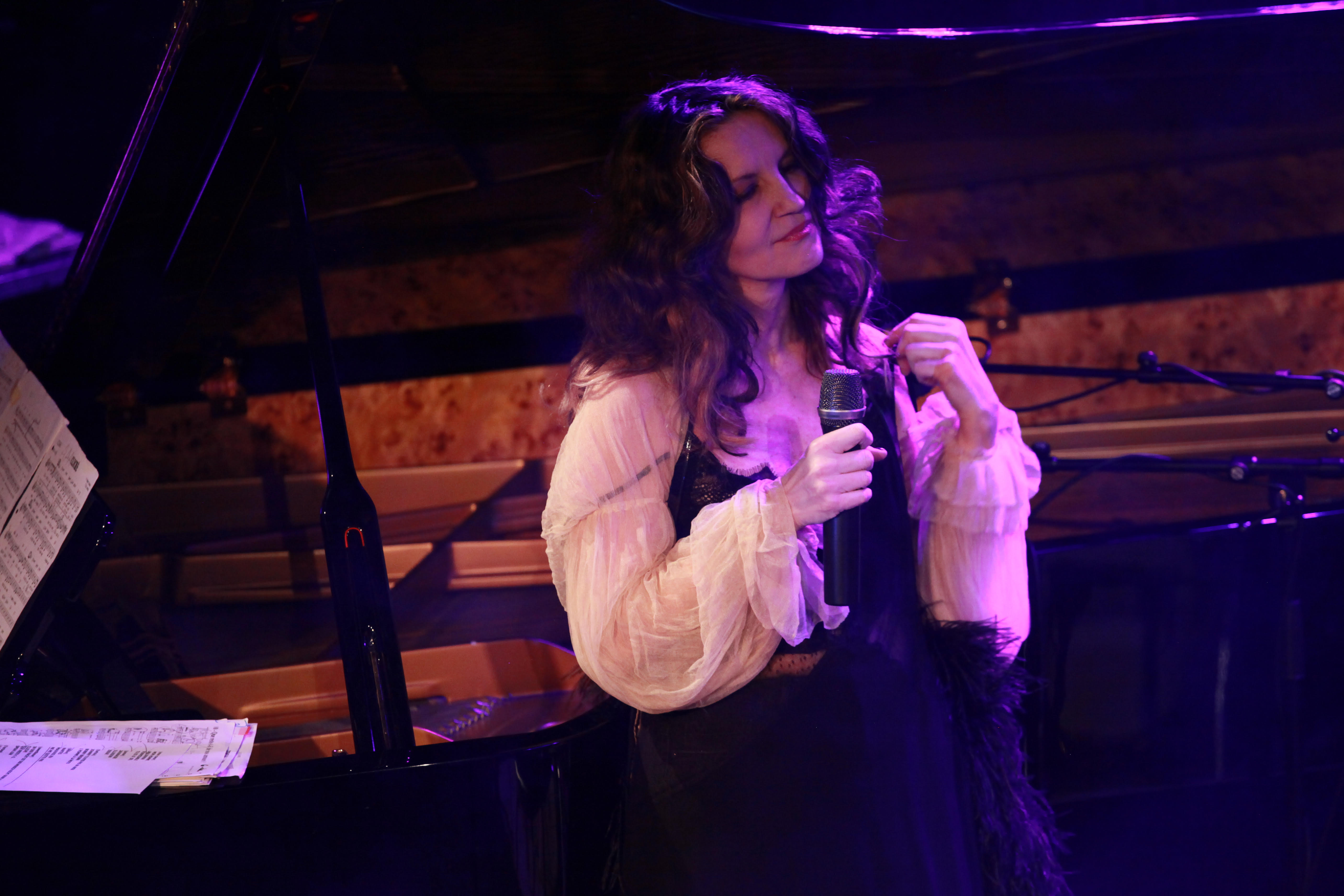
Cécile Nordegg (2021)

Cécile Nordegg ist eine österreichische Sängerin und Schauspielerin in Film-, Kino- und Werbeproduktionen.

## Leben
Mit ihrer Mutter Edith, Schauspielerin, und ihrem Vater Sepp Nordegg, technischer Direktor des Burgtheaters, wuchs Cécile Nordegg in einem Künstlerhaushalt auf. Ihr Bruder ist Gitarrentechniker. Sie lebt mit ihrem Mann, ihrem Sohn und ihrer Tochter zusammen.

## Künstlerisches Schaffen
Cécile Nordegg studierte Gesang bei Walter Berry in Wien, und Schauspiel in Paris bei Daniel Mesguich. In seinem Théatre du miroir spielte sie ihre ersten Rollen, die der „Marie“ in Woyzeck und der „Nathalie“ in Der Prinz von Homburg. Es folgten weitere Theaterproduktionen in Paris und Wien, unter anderem als „Natalie“ in Kleists  Der Prinz von Homburg. Mit Helmut Qualtinger und Vera Borek spielte sie die „Lulu“ in Wedekinds Lulu am Schauspielhaus Wien unter Hans Gratzer.
Als Schauspielerin wirkte sie in Fernsehproduktionen mit, unter anderem in Kottan ermittelt, im Tatort und bei Kommissar Rex.

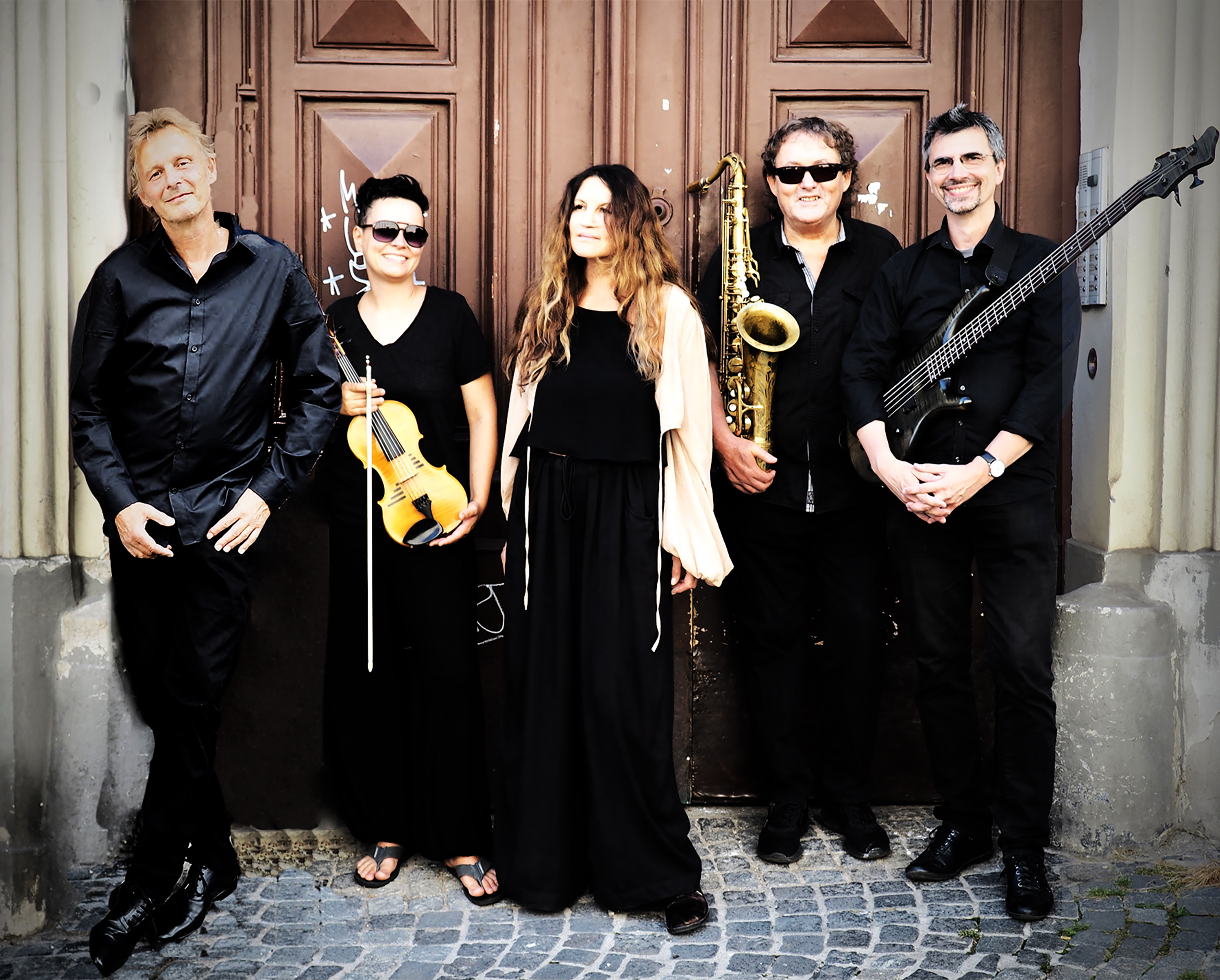
Cécile Nordegg mit Band (2022)

Seit 1999 verkörpert sie Mama Linda Putz in den Werbefilmen „Familie Putz“.
Seit 2012 konzentriert sich Cécile Nordegg auf die Musik. Dabei singt sie hauptsächlich Jazz in französischer Sprache.

## Auszeichnungen
- 2022 – Vegas Movie Awards: Best Music Video
- 2022 – LATCA (L.A. Theatrical Release & Competition Awards): Best Musical Feature & Best, Soundtrack
- 2022 – Global Music Award: Bestes Album[5]
- 2022 – Hollywood Independent Film Festival: Bestes Music Video
- 2022 – Australia Film Festival: Special Jury Award
- 2022 – China Film Festival: Special Jury Award
- 2022 – Mexico Film Festival Award – Best Music Video
- 2022 – Luis Bunuel Memorial Award: Best Music Video
- 2022 – Tokyo Shorts: Best Music Video
- 2021 – International Tracks Music Award: Best Live Performance
- 2021 – World Film Carnival Singapore: Best music Video
- 2021 – 5th Logcinema Music Film Festival: Best Shot of a Concert
- 2021 – London Indie Shorts Festival: Best Music Video
- 2021 – Euro Music Video Song Awards: in verschiedenen Kategorien

## Musik
LPs
- 2012 No-Ce. Chansons. Noce, Rossori Music
- 2013 Coincidence (songs by Bob M. Wagner), Solo Musica, Sony
- 2016/2018 Illusion, Rossori Music
- 2017 Jazz Proclamation vol. 1, Rossori Music
- 2018 Jazz Proclamation vol. 2, Rossori Music
- 2021 Triple / Rossoric Music (3 albums in one: Jazz Proclamation vol. 3, Dance Proclamation, Live @ The Baked Potato)

EPs
- 2021 Dansons, Rossori Music
- 2023 Folie, Rossori Music
- 2024 Déjà-vu, Rossori Music
- 2024 Rien ne va plus, Rossori Music
- 2024 Paroles d’eau, Rossori Music
- 2025 Hofpalaver, Rossori Music[6]

Single
- 2014 Long Look Rock – with ‚Washasha X’, Turtle Dove Productions
- 2016 Chocolat, Johnny Matrix International
- 2016 TangoRetour . Johnny Matrix International
- 2017 Parfum, Rossori Music
- 2018 Les Maux d’Amours, Rossori Music
- 2019 Alors Je Danse, Rossori Music
- 2020 Bisou Bisous, Rossori Music
- 2020 La Roue Du Moulin, Rossori Music
- 2024 S’Leb'n zarinnt, Rossori Music

## Film und Fernsehen
- 1982: Kottan ermittelt
- 1984: Der Mörder
- 1984: Julia
- 1984: Le Chateau
- 1984: Lieber Vater
- 1985: Polizeiinspektion 1
- 1985: Steig aus deinem Luftballon
- 1990: Fleischwolf
- 1990: Roda Roda
- 1992: Der Mann vom Eaton Place
- 1992: Eurocops
- 1992: The Mixer
- 1993: Artcore oder der Neger
- 1993: Images Bleues
- 1994: Salzbaron
- 1994: Höhenangst
- 1995: Faust
- 1995: Tödliche Liebe
- 1996: Kommissar Rex
- 1996: Schlosshotel Orth
- 1996: Tatort – Mein ist die Rache
- 1996: Fanny Lewald
- 1998: Medicopter 117
- 1998: Mörderische Abfahrt – Skitour in den Tod
- 1999: Kommissar Rex – Die Todesliste
- 1999: Medicopter – Das kalte Herz
- 2013: Sucre
- 2014: Clara Immerwahr
- 2022: Les Clefs

## Theater
- 1980 Der Prinz von Homburg (Heinrich von Kleist), Regie: Daniel Mesguich
- 1980 Thyeste (Jan van Vlijmens), Regie: M. Fragonard
- 1980 Woyzeck (Georg Büchner), Regie:d Daniel Mesguich
- 1983 Der Prinz von Homburg (Heinrich von Kleist), Regie: Oskar Werner
- 1984 König Lear (Shakespeare), Regie: Hans Gratzer
- 1984 Lulu (Frank Wedekind), Regie: Hans Gratzer
- 1985 Helden (George Bernard Shaw), Regie: Rainer C. Ecke
- 1987 Der Prinz von Homburg (Heinrich von Kleist), Regie: Robert Freitag
- 1989 Hommage à Bert Brecht, Regie: Maximilian Müller
- 1989 Der Bürger als Edelmann (Jean-Baptiste Molière), Regie: Herbert Wochinz
- 1989 Le Marquis de Miracle, Regie: Herbert Wochinz
- 1990 Geschlossene Gesellschaft (Jean Paul Sartre), Regie: Maximilian Müller
- 1991 Equus (Peter Shaffer), Regie: Alfred Reiterer
- 1991 Die Zofen (Jean Genet), Regie: Maximilian Müller
- 1992 Palais Mascotte (Enzo Cormann), Regie: Enzo Cormann
- 1992 Trauer muss Elektra tragen (Eugene O’Neill), Regie: Houchang Allahyari
- 1993 Das Verfahren gegen M. H. Rumkowski (Ray Eichenbaum), Regie: Ensemble`90